# Pêche commerciale

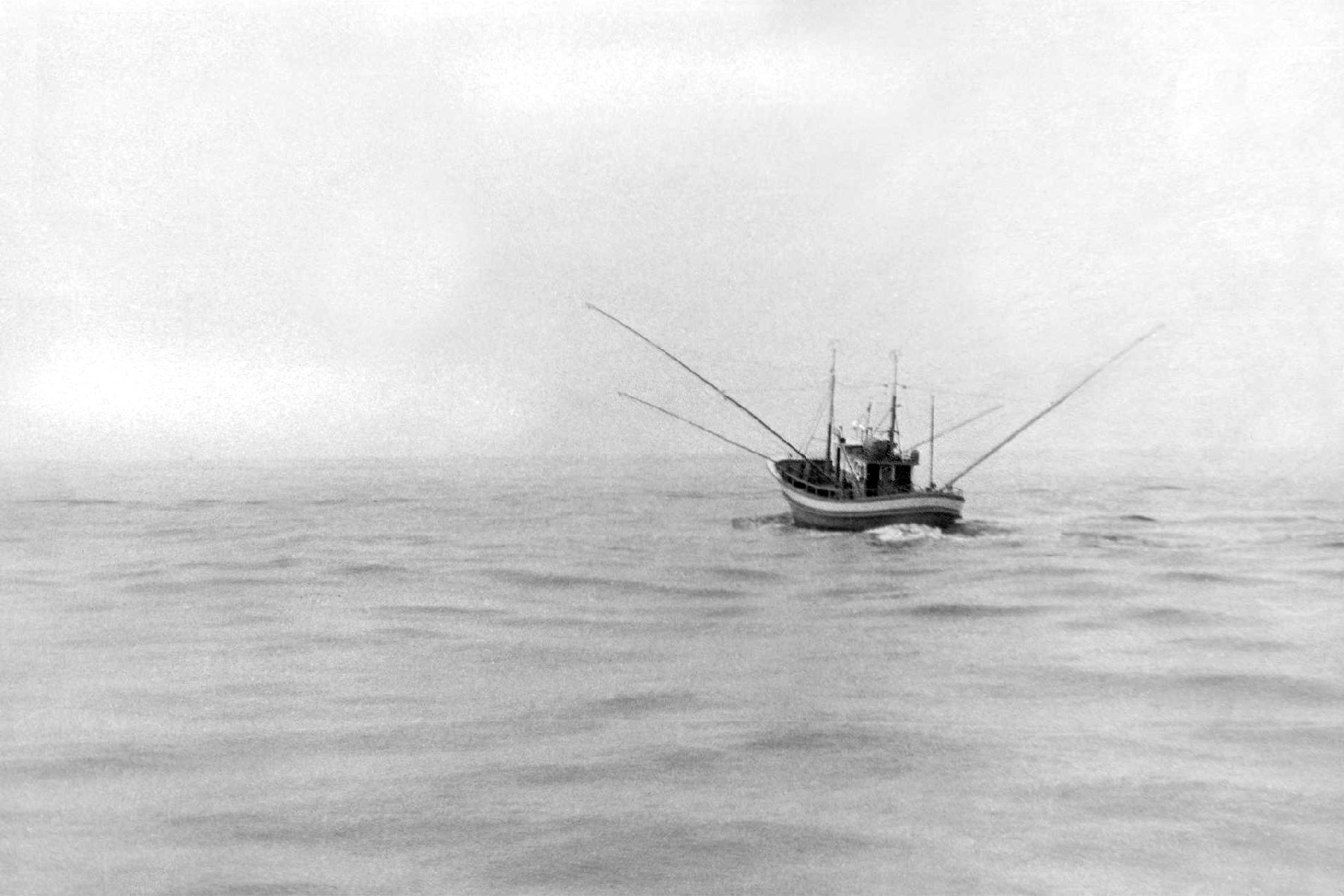
Photographie d'un bateau de pêche pratiquant la pêche à la traîne pour le thon dans l'Atlantique.

La pêche commerciale est l'activité consistant à capturer des poissons, des mollusques ou crustacés pour le profit commercial. Il s'agit généralement de pêche des espèces sauvages.

## Impact environnemental
Chaque année, les chalutiers jettent à la mer 640,000 tonnes de filets et autres matériels de pêche, causant la mort d'environ 136.000 phoques, dauphins, otaries, tortues, petites baleines et autres oiseaux de mer. Ils sont ainsi responsables de 70% des déchets plastiques flottant à la surface des mers.